# Vajdej (Romosz község)
Vajdej (románul: Vaidei, németül: Weidendorf) falu Romániában, Erdélyben, Hunyad megyében, Romosz községben.

## Fekvése
Szászvárostól 12 kilométerre északkeletre fekszik.

## Lakossága
- 1850-ben 1369 lakosából 1353 volt román és 15 cigány nemzetiségű; 1287 ortodox és 81 görögkatolikus vallású.
- 2002-ben 681 lakosából 679 volt román nemzetiségű; 621 ortodox és 41 pünkösdi vallású.

## Története
1479-ben települt román lakossággal, Szászvárosszékben. Első írásos említései még mint 'új falu'-ra hivatkoznak rá, németül és magyarul. (1488-ban Newdorff, 1532-ben Wyfalw alias Waydey.) 1759-ben vagy 69-ben a helyi Ioan Dumitru Barbu kisbirtokos görögkatolikus szerzetesi lakást alapított benne, amelyet 1782-ben felszámoltak. 1894-ben nyitották meg gipszbányáját, amelynek évi hozama a századforduló körül tízezer mázsa körül mozgott. 1896-ban kisközségből nagyközséggé alakult. Az első világháború előtt trappista sajtot gyártottak benne.

## Gazdaság
- Tejgazdaságát az Albalact cég 2011-ben 4,8 millió euróért adta el holland befektetőknek.[4]

## Híres emberek
- Itt született 1899-ben Avram P. Todor irodalomtörténész.
- Itt született 1929-ben Ion Dodu Bălan irodalomtörténész.
- Itt született 1930-ban Aurel Nedel festőművész.